# Mancomunidad Tierra del Vino
La mancomunidad "Tierra del Vino" es una agrupación voluntaria de municipios para la gestión en común de determinados servicios de competencia municipal, creada por varios municipios en la provincia de Zamora, de la comunidad autónoma de Castilla y León, España.
Tiene personalidad jurídica propia, además de la consideración de entidad local. Engloba una población de casi 5.000 habitantes diseminados en diferentes núcleos de población de la comarca de Tierra del Vino.

## Municipios integrados
La mancomunidad de Tierra del Vino está formada por los siguientes municipios: Arcenillas, Cabañas de Sayago, Casaseca de Campeán, Casaseca de las Chanas, Cazurra, Corrales del Vino, El Cubo de la Tierra del Vino, Cuelgamures, Entrala, Fuentespreadas, Gema, Jambrina, Madridanos, Mayalde, Moraleja del Vino, Morales del Vino, Peleagonzalo, Peleas de Abajo, El Perdigón, El Piñero, Santa Clara de Avedillo, Sanzoles, Venialbo, Villalazán, Villanueva de Campeán y Villaralbo.

## Sede
Los órganos de gobierno y administración tendrán su sede en el municipio que elija el consejo de la mancomunidad para cada legislatura, por el voto favorable de la mayoría absoluta legal de los miembros del consejo de la mancomunidad. En la actual legislatura es Corrales del vino.

## Fines
Sayagua, conforme a sus estatutos sociales, tiene reconocidos los siguientes fines:
1. Será fin primero y constitutivo de la mancomunidad, la prestación del servicio de recogida, transporte, vertido y tratamiento de residuos sólidos urbanos.
2. Además serán fines de la mancomunidad los que se enumeran a continuación, previo acuerdo favorable de los plenos de los ayuntamientos integrantes de la mancomunidad, por mayoría absoluta legal de los mismos, a propuesta exclusiva del consejo de la misma:

- Protección del medio ambiente y, en general, conservación de la naturaleza.
- Protección civil.
- Prevención y extinción de incendios.
- Protección de la salubridad pública.
- Participación en la gestión de la atención primaria de la salud.
- Servicios sociales y de promoción y reinserción social.
- Ordenación, gestión, ejecución y disciplina urbanística.
- Pavimentación de vías públicas urbanas.
- Conservación de caminos y vías rurales.
- Parques y jardines.
- Creación, mantenimiento y conservación de instalaciones y redes de suministro y evacuación, cloración y saneamiento.
- Creación, mantenimiento y conservación de alumbrado público.
- Asistencia técnica y administrativa.
- Recaudación de recursos económicos.
- Fomento del turismo y creación de las correspondientes infraestructuras.
- Fomento del sector agrícola, vinícola, ganadero y forestal.
- Promoción, fomento y desarrollo de la cultura.
- Promoción, fomento y desarrollo del deporte.
- Servicio de matadero.

## Estructura orgánica
El gobierno, administración y representación de la mancomunidad corresponde a los siguientes órganos: presidente, consejo de la mancomunidad y comisión de gobierno.